# Лихачов Іван Ілліч
Іван Ілліч Лихачов (нар. 4 жовтня 1922 — пом. 22 жовтня 1987) — радянський військовик періоду німецько-радянської війни. Відзначився у битві за Дніпро. Герой Радянського Союзу (1944).

## Біографія
Народився 4 жовтня 1922 року в селі Харлово (нині Краснощоковський район Алтайського краю РФ) у селянській родині. Росіянин. Закінчив 5 класів. Працював у колгоспі, в конторі «Заготскот».
У Червоній Армії з травня 1941 року. Брав участь у німецько-радянській війні з червня 1941 року. Радист роти зв'язку 78-го гвардійського стрілецького полку (25-та гвардійська стрілецька дивізія (СРСР), 6-та армія, Південно-Західний фронт) гвардії рядовий І. І. Ліхачов при форсуванні Дніпра 26 вересня 1943 року переправився з радіостанцією під вогнем противника на правий берег в районі м.Нижньодніпровська (зараз у межах міста Дніпропетровська). Встановив і забезпечив безперебійний зв'язок між командиром полку і командиром дивізії. В бою за плацдарм при відбитті ворожих контратак знищив 15 гітлерівців.
22 лютого 1944 року гвардії червоноармійцю Лихачову Івану Іллічу присвоєне звання Героя Радянського Союзу.
Після війни демобілізований. Жив в селі Краснощоково (Алтайський край), працював завідувачем відділу кадрів Краснощоківського райвиконкому. Помер 22 жовтня 1987 року.